# Харбинский рубль
Харби́нский рубль, также рубль Русско-Азиатского банка, хо́рватовский рубль — денежная единица, выпускавшаяся в обращение Русско-Азиатским банком в Харбине и на территории отчуждения КВЖД с декабря 1918 по 1920 год.
Купюры Русско-Азиатского банка были отпечатаны в США частной компанией «American Bank Note Company» и выпущены номиналами в 50 копеек, 1, 3, 10 и 100 рублей.
Первые боны были заприходованы в кассу банка 15—20 декабря 1918 года. Харбинские рубли принимались в уплату всех сборов КВЖД и самим банком без ограничений, став полноценной денежной единицей. Банк производил по желанию беспрепятственный обмен новых бон на «керенки» и, в ограниченном количестве, на бумажные кредитные романовские рубли.
В народе новые деньги получили название хо́рватовские рубли, или хо́рватовки по имени тогдашнего Управляющего КВЖД генерала Д. Л. Хо́рвата.
К 1920 г. средний курс хо́рватовского рубля составлял 11 рублей за 1 романовский рубль золотом, в то время, как курс кредитного (бумажного) романовского рубля составлял 10 рублей за 1 рубль золотом.
С начала 1920 года хо́рватовки начинают постепенно изыматься банком из обращения, однако они продолжали оставаться в обращении ещё долгое время и котировались на бирже.

## Загадка в клубах пара
На увеличенном изображении пара из-под колес паровоза очевидно изображение женской головы. По поводу этого рисунка существует несколько теорий:
- Сначала считалось, что под колесами паровоза художник скрытно изобразил голову управляющего КВЖД Д. Л. Хорвата (1858—1937), который не обратил внимание на эту деталь, когда ставил подпись. Но внешне управляющий никак не согласовался с изображением в клубах пара.
- Некоторые считали, что некий американский художник изобразил на них свой портрет. Однако непонятно, зачем живому человеку помещать под колёса паровоза свою голову.
- В Харбине жил талантливый художник. На следующий день после венчания его невеста попала под поезд, который её обезглавил. Художник эту драму остро переживал. Когда в 1918 году были начаты работы над созданием денежных знаков для располагавшегося в Харбине Русско-Азиатского банка, этот художник взялся за изготовление оригиналов оборотной стороны всех купюр. Оригиналы понравились руководителям банка и самому генералу Хорвату с его женой. Никто из них не заметил в клубах пара под колесами голову женщины с открытым в крике ртом. Оригиналы отправили в США. По ним выгравировали все купюры и выполнили заказ.

На знаках разных достоинств изображения женщины в клубах пара весьма условны и отличаются друг от друга. Но трагическое выражение лица сохранилось везде.